# Yuexipotamon
Yuexipotamon is een geslacht van kreeftachtigen uit de klasse van de Malacostraca (hogere kreeftachtigen).

## Soort
- Yuexipotamon arcophallus C. Huang, Mao & J. R. Huang, 2014